# فرانک دوشه
فرانک دوشه (فرانسوی: Franck Ducheix‎؛ زادهٔ ۱۱ آوریل ۱۹۶۲) شمشیرباز اهل فرانسه است.
وی در مسابقات کشوری و بین‌المللی در مجموع برندهٔ ۱ مدال نقره، ۱ مدال برنز شده‌است.